# Uranotaenia colocasiae
Uranotaenia colocasiae är en tvåvingeart som beskrevs av Edwards 1928. Uranotaenia colocasiae ingår i släktet Uranotaenia och familjen stickmyggor.
Artens utbredningsområde är Fiji. Inga underarter finns listade i Catalogue of Life.